# Ruda jornada para una reina
Ruda jornada para una reina (título original: Rude journée pour la reine) es una película franco-suiza de drama de 1973, dirigida por René Allio, que a su vez la escribió junto a Gérard Chartreux, Olivier Perrier, Janine Peyre, Janine Pszoniak y André Viola, musicalizada por Philippe Arthuys, en la fotografía estuvo Denys Clerval y los protagonistas son Simone Signoret, Jacques Debary y Olivier Perrier, entre otros. El filme fue realizado por Polsim Production, Citel Films y Office de Radiodiffusion Télévision Française (ORTF); se estrenó el 6 de diciembre de 1973.

## Sinopsis
Una mujer que trabaja en limpieza tiene una misión, va a raptar a su nieto y a la madre para llevárselos a su hijo, que acaba de salir de prisión.